# یواس‌اس شاد (اس‌اس-۲۳۵)
یواس‌اس شاد (اس‌اس-۲۳۵) (به انگلیسی: USS Shad (SS-235)) یک زیردریایی بود که طول آن ۳۱۱ فوت ۹ اینچ (۹۵٫۰۲ متر) بود. این زیردریایی در سال ۱۹۴۲ ساخته شد.